# جيمي رولف
جيمي رولف (بالإنجليزية: Jimmy Rolfe)‏ هو لاعب كرة قدم بريطاني في مركز الهجوم، ولد في 8 فبراير 1932. لعب مع نادي بارو ونادي تشستر سيتي.